# カトリック水ノ浦教会
カトリック水ノ浦教会（カトリックみずのうらきょうかい）は、長崎県五島市岐宿町にある、キリスト教（カトリック）の聖堂。

## 概要[1]
1880年に最初の教会が建築されたが、老朽化にともない、奥の土手を削って広げ、1938年、鉄川与助設計施工の木造の現教会に改築。
ロマネスク・ゴシック・和風建築が混合した白亜の美しい教会で、木造教会堂としては最大の規模を誇る。
高台にはヨハネ五島（26聖人の内の五島出身者）の像や、弾圧時代の牢跡もある。